# 朱子晚年定论
《朱子晚年定论》，是明朝大儒王守仁重要哲学著作之一，集中体现了王守仁的心学思想。《朱子晚年定论》对阳明心学的发展和传播有重要影响。
王守仁认为朱子（即宋朝大儒朱熹）在其哲学理念中已有心学元素存在。王守仁依据其心学思想重新对朱子的哲学即论著作了新的阐述阐发。据说王守仁的不少观点深受程敏政《道一编》之影响。
王守仁的《朱子晚年定论》认为朱子和陆九渊的思想有相通之处，即“朱陆早异晚同”。后学对王守仁的这一简介多有不同意见，典型如明末清初思想家顾炎武认为：“颠倒早晚，以弥缝陆学而不顾矫诬朱子，诳误后学之深”。

## 跋
- 《〈朱子晚年定论〉跋》：“《朱子晚年定论》，我阳明先生在留都时所採集者也”。——明朝 袁庆麟